# الفصل العنصري في كنائس الولايات المتحدة

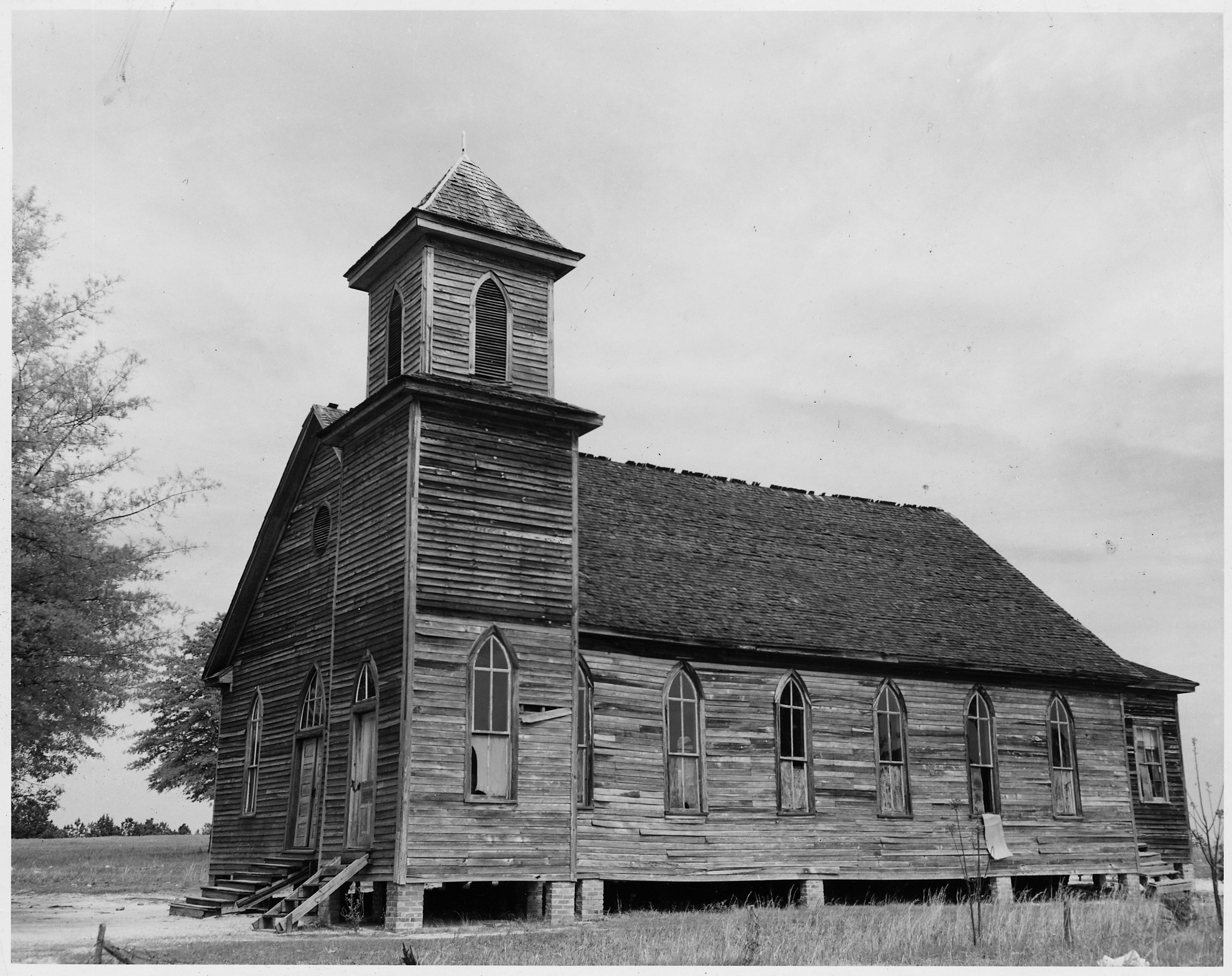

الفصل العنصري بين الكنائس في الولايات المتحدة هو نمط من العزل العنصري في الكنائس المسيحية بالولايات المتحدة والتي تفصل التجمعات على أساس العرق. ما يصل إلى 87٪ من الكنائس المسيحية في الولايات المتحدة تتكون بالكامل من البيض فقط أو الأميركيين من أصول أفريقية فقط.
كانت الكنائس العازلة عنصريًا موجودة داخل الولايات المتحدة منذ ما قبل أن تصبح دولة، واستمرت فترة طويلة خلال عصر ما بعد العبودية وحتى العصر الحديث.
هناك أسباب كثيرة للتاريخ الطويل واستمرار انتشار الفصل العنصري في كنائس الولايات المتحدة، وتشمل تلك الأسباب العنصرية والاختلافات الطائفية والانعزال بين الطوائف. هذا الفصل أيضًا له تأثيرات على الأفراد والمجتمع الأكبر، بما في ذلك زيادة العنصرية والفصل العنصري حتى خارج الكنيسة. مع ذلك، كانت الكنائس السوداء المنفصلة مكانًا إيجابيًا للتنظيم المجتمعي للحقوق المدنية وغيرها من القضايا، وكذلك تقديم ملجأ للأفراد السود من العنصرية التي واجهوها في المجتمع الكبير.